# Bernd Ettel
Bernd Ettel (* 31. Juli 1949 in Köthen) ist ein deutscher Architekt.

## Leben
Ettel studierte 1974 bis 1978 Architektur in Weimar, woran sich ein Forschungsstudium anschloss. 1978 bis 1984 war er wissenschaftlicher Mitarbeiter des Institutes für Städtebau und Architektur der Deutschen Bauakademie. Nachdem er sich gemeinsam mit Christian Enzmann an mehreren Architekturwettbewerben mit architektonischen Inszenierungen beteiligt hatte, die die DDR als Überwachungsstaat beschrieb, wurde Ettel 1985 wegen „Öffentlicher Herabwürdigung“ der DDR und „illegaler Kontaktaufnahme“ durch den Richter Jürgen Wetzenstein-Ollenschläger zu 33 Monaten Gefängnis verurteilt. 1986 wurde er freigekauft und konnte in die Bundesrepublik Deutschland ausreisen. Seit 1991 sind Ettel und Christian Enzmann im gemeinsamen Planungsbüro in Berlin-Kreuzberg tätig.

## Wettbewerbe
- 1983 Prinz-Albrecht Gelände Berlin[3]
- 1984: Bersarinplatz[4]

## Auftragsarbeiten
- Enzmann, Ettel und Kirschning: Umgestaltung, Platz der Vereinten Nationen (Berlin)

### Gutachterliche Tätigkeiten (Öffentliche Hand)
- 1993: Spandauer Vorstadt. Berlin,  Enzemann, Ettel und Kirschning
- 1995: Südliche Brunnenstraße – Teil der Rosenthaler Vorstadt, Berlin, Enzemann, Ettel und Kirschning[5]

## Auszeichnungen
- 1995, erster Preis für das Konzept Stadtteilzentrum Hellersdorf der Architekten Enzmann, Ettel und Andreas Kirschning[6] das anschließend nach den Plänen des Architekturbüro Brandt & Böttche architektonisch umgesetzt wurde.